# 池河 (淮河)
池河，古称池水，位于安徽省东部，是淮河中游右岸的一条支流，发源于定远县西北西卅店镇凤阳山最高峰大金山东麓，至皖苏交界的洪山头入淮，全长182公里，流域面积5021平方公里。

## 干流概况
池河主源“陈集河”发源于安徽省定远县西北西卅店镇凤阳山最高峰大金山东麓上寺村，南流至连江镇江巷村西北汇中源储城河和南源商冲河后始称“池河”。池河于江巷村沿定远与肥东县边界东北流，经定远县东部二龙回族乡、大桥镇、池河镇，流经定远县、明光市界和凤阳县、明光市界后进入明光市境内。池河东北流经明光市西郊后，北流至沫山注入女山湖，在女山湖镇出湖口，再从七里湖、猫耳湖北部东流至苏皖两省交界处入淮河。全长182公里。途纳蔡桥河、马桥河、桑涧河、青春河、永宁河、南沙河等支流。干流部分河段可通航。

## 流域概况
池河流域面积5021平方公里，流域地处北亚热带湿润半湿润季风气候，多年平均年降水量948.2毫米，多年平均年径流量7.18亿立方米，年径流深206.9毫米，年输沙量42.3万吨，断面输沙率13.4千克每秒，侵蚀模数122吨每平方公里。流域内绝大部分属于浅山和丘陵。区域内地质构造复杂，矿产资源丰富。池河流域水旱灾害频繁。